# Jordi Rodríguez Stegemeijer
Jordi Rodríguez Stegemeijer   (25 d'abril de 2004) és un jugador de bàsquet espanyol que pertany a la plantilla de Club Bàsquet Prat. Amb 1,99 metres d'alçada, juga en la posició d'escorta.

## Trajectòria esportiva
És un jugador format en les categories inferiors del Club Joventut Badalona i internacional en totes les categories inferiors.
En la temporada 2021-22, alternaria participacions en el filial de Lliga EBA i en el CB Prat de Lliga Or.
En la temporada 2022-23, formaria part del Club Bàsquet Prat de Lliga LEB Plata, club vinculat a la "Penya".
El 20 de novembre de 2022, fa el seu debut en Lliga Endesa amb el Club Joventut Badalona, en la trobada de la jornada 8 enfront del FC Barcelona. També disputaria minuts en la trobada de la jornada 18 enfront del Bilbao Basket.
La temporada 2023-24 continua al CB Prat però en dinàmica del primer equip del Joventut Badalona on juga fins a 15 partits a ACB i 10 d'Eurocup. El final de temporada retorna al CB Prat per ajudar a les fases d'ascens a LEB Or.
La 2024-25 va cedit al CB Tizona de Burgos, un dels candidats a lluitar per pujar, per guanyar minuts i protagonisme a una lliga molt competitiva com la Primera FEB.

## Selecció nacional
És internacional amb les categories inferiors de la selecció de bàsquet d'Espanya.
El 7 d'agost de 2022 va guanyar l'Europeu Sub-18 celebrat a la ciutat de Izmir (Turquia), guanyant a l'equip turc en la final per 61-68.
El 2 de juliol de 2023 va guanyar l'or en el Mundial Sub-19 celebrat en Debrecen (Hongria).